# Magnus Groth
Carl Magnus Groth, född 13 juni 1963 i Stockholm, är en svensk företagsledare.
Han är VD och koncernchef för Essity sedan våren 2015. Han var tidigare VD för SCA:s mjukpappersverksamhet i Europa. Han har tidigare varit anställd på bland annat Boston Consulting Group, Vattenfall och Studsvik.
Groth har dubbla examina: civilingenjör i skeppsbyggnad från KTH och civilekonom från Handelshögskolan i Stockholm.